# Cis aurosericeus
Cis aurosericeus is een keversoort uit de familie houtzwamkevers (Ciidae). De wetenschappelijke naam van de soort werd in 1887 gepubliceerd door Edmund Reitter.